# Darío Silva
Darío Debray Silva Pereira (Treinta y Tres, 2 november 1972) is een voormalig Uruguayaans profvoetballer. Darío Silva speelde als aanvaller bij onder meer Peñarol, Cagliari Calcio en Málaga CF. In september 2006 was hij door een zwaar auto-ongeluk, waarbij Silva zijn rechterbeen verloor, genoodzaakt zijn carrière als profvoetballer te beëindigen.

## Clubcarrière
Silva begon met voetballen bij Yerbalense uit zijn geboorteplaats. In eigen land speelde hij als prof voor Defensor Sporting (1992) en Peñarol (1993-1995). In de zomer van 1995 tekende de aanvaller bij het Italiaanse Cagliari Calcio. Vervolgens vertrok hij in 1998 naar Spanje om voor RCD Espanyol te gaan spelen. Na één seizoen volgde een transfer naar Málaga CF. Bij de club aan de Costa del Sol vormde Silva samen met de Panamees Julio Dely Valdés een gevaarlijk aanvalskoppel. Dit tweetal was een van de drijvende krachten achter de succesvolle UEFA Cup-campagne van Málaga CF in het seizoen 2002/03. In 2003 vertrok de Uruguayaan naar Sevilla FC, waar hij twee seizoenen bleef. In de zomer van 2005 tekende Silva bij het Engelse Portsmouth FC, nadat een overgang naar het Argentijnse Colón de Santa Fe op het laatste moment niet doorging. In Engeland kende Silva weinig succes en hij keerde in 2006 terug naar Uruguay.

### Statistieken
| seizoen | club              | land              | competitie       | duels | goals |
| ------- | ----------------- | ----------------- | ---------------- | ----- | ----- |
| 1992    | Defensor Sporting | Vlag van Uruguay  | Primera División | 18    | 4     |
| 1993    | Peñarol           | Vlag van Uruguay  | Primera División | 20    | 9     |
| 1994    | Peñarol           | Vlag van Uruguay  | Primera División | 24    | 18    |
| 1995    | Peñarol           | Vlag van Uruguay  | Primera División | 12    | 8     |
| 1995/96 | Cagliari Calcio   | Vlag van Italië   | Serie A          | 33    | 3     |
| 1996/97 | Cagliari Calcio   | Vlag van Italië   | Serie A          | 29    | 4     |
| 1997/98 | Cagliari Calcio   | Vlag van Italië   | Serie A          | 27    | 13    |
| 1998/99 | RCD Espanyol      | Vlag van Spanje   | Primera División | 15    | 3     |
| 1999/00 | Málaga CF         | Vlag van Spanje   | Primera División | 23    | 4     |
| 2000/01 | Málaga CF         | Vlag van Spanje   | Primera División | 26    | 13    |
| 2001/02 | Málaga CF         | Vlag van Spanje   | Primera División | 23    | 9     |
| 2002/03 | Málaga CF         | Vlag van Spanje   | Primera División | 28    | 10    |
| 2003/04 | Sevilla FC        | Vlag van Spanje   | Primera División | 28    | 7     |
| 2004/05 | Sevilla FC        | Vlag van Spanje   | Primera División | 21    | 2     |
| 2005/06 | Portsmouth FC     | Vlag van Engeland | Premier League   | 14    | 2     |

## Interlandcarrière
Silva was tevens international voor Uruguay. In 1991 deed hij mee aan het Wereldkampioenschap voor junioren in Portugal. De met 6-0 verloren wedstrijd Spanje-Uruguay werd verziekt door ruw spel. Net als twee andere spelers van Uruguay werd Silva door scheidsrechter Daniel Roduit uit het veld gestuurd. Silva Pereira werd vervolgens door de FIFA voor een jaar geschorst, omdat hij de Zwitserse arbiter op de arm had geslagen.
Onder leiding van bondscoach Héctor Núñez maakte Silva zijn debuut voor de nationale ploeg op 19 oktober 1994 in de vriendschappelijke uitwedstrijd in Lima tegen Peru (0-1). Silva maakte in dat duel in de achtste minuut het enige doelpunt van de wedstrijd. Andere debutanten in dat duel waren Claudio Arbiza (Defensor Sporting Club), Raúl Otero (CA River Plate Montevideo), Luis Diego López (CA River Plate Montevideo), Marcelo Otero (CA Peñarol), Tabaré Silva (Defensor Sporting Club), Diego Tito (CA Bella Vista Montevideo), Nelson Abeijón (Club Nacional de Football), Darío Delgado (Montevideo Wanderers FC), Fernando Correa (CA River Plate Montevideo) en Edgardo Adinolfi (CA River Plate Montevideo).
Silva speelde tussen 1994 en 2005 in totaal 49 interlands waarin de aanvaller veertien doelpunten maakte. Silva nam onder meer deel aan de Confederations Cup van 1997, het WK 2002 en de Copa América van 2004. Op de Confederations Cup speelde hij vijf wedstrijden en scoorde hij tweemaal, beide in de groepswedstrijd tegen Zuid-Afrika. Uruguay eindigde uiteindelijk als vierde op dit toernooi. In 2002 was Silva driemaal basisspeler, maar Uruguay moest het WK na de groepsronde verlaten. Twee jaar later had de aanvaller met zijn land meer succes toen bij de strijd om de Copa América de derde plaats werd behaald. Silva speelde vijf wedstrijden en hij maakte twee doelpunten, beide in de kwartfinale tegen Paraguay. Zijn laatste interland speelde hij op 12 november 2005, toen Uruguay in Sydney verloor van Australië in een kwalificatiewedstrijd (play-offs) voor het WK 2006.
| Interlanddoelpunten | Interlanddoelpunten | Interlanddoelpunten | Interlanddoelpunten     | Interlanddoelpunten | Interlanddoelpunten | Interlanddoelpunten | Interlanddoelpunten |
| #                   | Datum               | Locatie             | Wedstrijd               | Goal(s)             | Score               | Uitslag             | Wedstrijd           |
| ------------------- | ------------------- | ------------------- | ----------------------- | ------------------- | ------------------- | ------------------- | ------------------- |
| 1                   | 19 oktober 1994     | Lima                | Peru – Uruguay          | 8'                  | 0 – 1               | 0 – 1               | Oefeninterland      |
| 2                   | 25 juni 1995        | Paysandú            | Uruguay – Nieuw-Zeeland | 80'                 | 5 – 0               | 7 – 0               | Oefeninterland      |
| 3                   | 30 april 1997       | Asunción            | Paraguay – Uruguay      | 87'                 | 3 – 1               | 3 – 1               | WK-kwalificatie     |
| 4                   | 8 juni 1997         | Montevideo          | Uruguay – Colombia      | 6'                  | 1 – 0               | 1 – 1               | WK-kwalificatie     |
| 5                   | 17 december 1997    | Riyad               | Uruguay – Zuid-Afrika   | 12'                 | 1 – 1               | 4 – 3               | Confederations Cup  |
| 6                   | 17 december 1997    | Riyad               | Uruguay – Zuid-Afrika   | 66'                 | 3 – 1               | 4 – 3               | Confederations Cup  |
| 7                   | 3 juni 2000         | Montevideo          | Uruguay – Chili         | 34'                 | 1 – 0               | 2 – 1               | WK-kwalificatie     |
| 8                   | 28 juni 2000        | Rio de Janeiro      | Brazilië – Uruguay      | 5'                  | 0 – 1               | 1 – 1               | WK-kwalificatie     |
| 9                   | 3 september 2000    | Montevideo          | Uruguay – Ecuador       | 37'                 | 2 – 0               | 4 – 0               | WK-kwalificatie     |
| 10                  | 4 september 2001    | Lima                | Peru – Uruguay          | 11'                 | 0 – 1               | 0 – 2               | WK-kwalificatie     |
| 11                  | 14 november 2001    | Montevideo          | Uruguay – Argentinië    | 18'                 | 1 – 0               | 1 – 1               | WK-kwalificatie     |
| 12                  | 25 november 2001    | Montevideo          | Uruguay – Australië     | 13'                 | 1 – 0               | 3 – 1               | WK-kwalificatie     |
| 13                  | 18 juli 2004        | Tacna               | Paraguay – Uruguay      | 65'                 | 1 – 2               | 1 – 3               | Copa América        |
| 14                  | 18 juli 2004        | Tacna               | Paraguay – Uruguay      | 88'                 | 1 – 3               | 1 – 3               | Copa América        |

### Statistieken
| jaar | elftal             | toernooi            | duels | goals |
| ---- | ------------------ | ------------------- | ----- | ----- |
| 1997 | Uruguayaans elftal | Confederations Cup  | 5     | 2     |
| 2002 | Uruguayaans elftal | Wereldkampioenschap | 3     | 0     |
| 2004 | Uruguayaans elftal | Copa América        | 4     | 2     |

## Einde carrière
Op 24 september 2006 was Silva, op dat moment zonder club na zijn mislukte seizoen bij Portsmouth FC, in Montevideo met zijn pick-up-truck betrokken bij een auto-ongeluk. Hij raakte met zijn auto een lantaarnpaal die vervolgens boven op de auto viel. Zijn passagiers Dardo Pereira en Elbio Papa, beiden voormalige profvoetballers, waren zo goed als ongedeerd. Silva daarentegen raakte liep een zware hersenschudding, een schedelbasisfractuur en een gecompliceerde beenbreuk op. De artsen besloten uiteindelijk zijn been vanaf de rechterknie te amputeren om een eventuele infectie te voorkomen. Dit betekende het einde van de voetbalcarrière van Silva.